# Office du Reich à la Marine
L'office du Reich à la Marine (en allemand : Reichsmarineamt) était l'office de l'Empire allemand chargé de la marine de guerre, la Kaiserliche Marine. Il avait son siège à Berlin. 

## Histoire

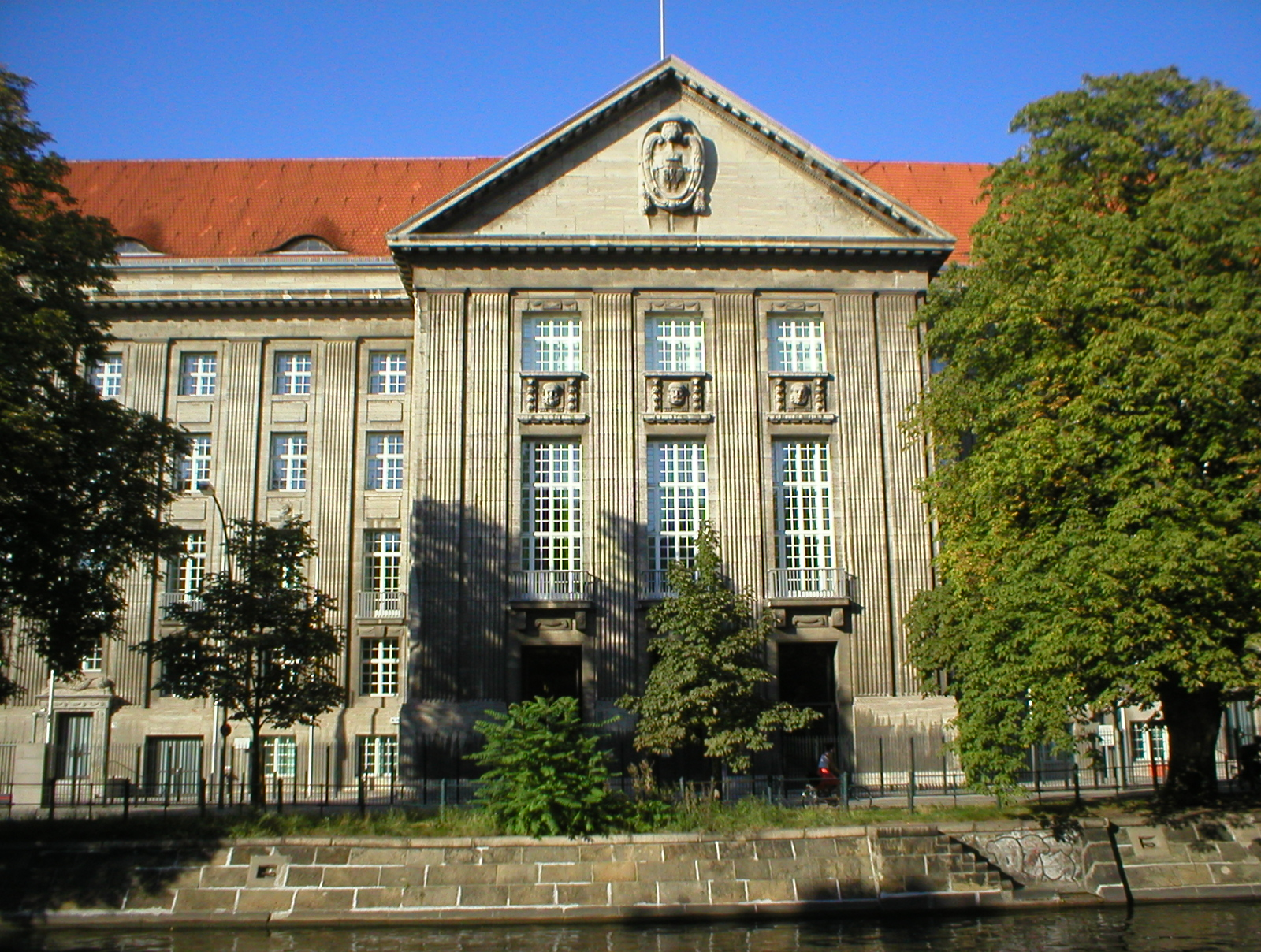
Actuelle façade de l'ancien office du Reich à la Marine dans le Bendlerblock à Berlin.

Après la montée sur le trône de l'empereur Guillaume II, au début de la course germano-britannique aux armements navals, l'office du Reich à la Marine a été créé le 1er avril 1889. Ressorti de l'amirauté impériale, le responsable de l'office porte le titre de « secrétaire d'État » placé sous la tutelle du chancelier du Reich. Il s'agit donc d’une administration impériale et non d'un « ministère ».
Selon les dispositions de la constitution bismarckienne de 1871, la marine relevait de la responsabilité du Reich, lorsque les forces terrestres sont du ressort des États fédérés. Les tâches de l'institution étaient principalement de nature administrative, dont le fonctionnement des chantiers navals impérials à Danzig, Kiel et Wilhelmshaven, ainsi que l' exploitation du port ouvert de Kiautschou. Outre l'office, l’Oberkommando der Marine (OKM) était chargé du commandement militaire des forces navales.
Au début, l'institution siégeait no 13 de la Leipziger Platz. De 1911 à 1914, un nouveau grand bâtiment a été construit sur la rive nord du Landwehrkanal, le Bendlerblock.

## Secrétaires d'État
| Secrétaire d'État à l'office du Reich à la Marine |                   |                   |
| Nom                                               | Début             | Fin               |
| Karl Eduard Heusner                               | 1er avril 1889    | 22 avril 1890     |
| Friedrich von Hollmann                            | 22 avril 1890     | 15 juin 1897      |
| Alfred von Tirpitz                                | 15 juin 1897      | 16 mars 1916      |
| Eduard von Capelle                                | 16 mars 1916      | 18 septembre 1918 |
| Paul Behncke                                      | 18 septembre 1918 | 28 septembre 1918 |
| Ernst Karl August Klemens Ritter von Mann (de)    | 28 septembre 1918 | 9 janvier 1919    |
| Maximilian Rogge (de)                             | 9 janvier 1919    | 13 février 1919   |

## Sources
- (de) Cet article est partiellement ou en totalité issu de l’article de Wikipédia en allemand intitulé « Reichsmarineamt » (voir la liste des auteurs).